# Abu Yahya al-Libi

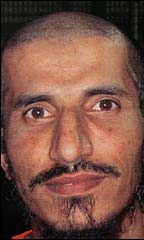
Abu Yahya al-Libi

Abu Yahya al-Libi (arabisch أبو يحيى الليبي, DMG Abū Yaḥyā al-Lībī; auch Abu Yahia al-Libi oder Abu Jahja al-Libi; * 1. Januar 1963 in Libyen; † 4. Juni 2012 in Pakistan) war ein libyscher Terrorist. In der Hierarchie der Terrororganisation al-Qaida galt er nach dem Tod von Osama bin Laden hinter Aiman al-Sawahiri als „Nummer zwei“.

## Leben
Der genaue Herkunftsort von Abu Yahya al-Libi ist unbekannt. Zuerst trat er in den frühen 1990er Jahren als Mitglied der vor allem im Osten Libyens operierenden Libyschen Islamischen Kampfgruppe in Erscheinung. Er ging später für fünf Jahre nach Mauretanien, wo er an einer Koranschule islamisches Recht (Scharia) studierte. Er soll dort eine Mauretanierin geheiratet haben, mit der er mehrere Kinder hat. Nach seinem Studium ging er nach Afghanistan, wo er in einem Trainingslager der al-Qaida militärisch ausgebildet wurde.
Nach der US-amerikanischen Besetzung Afghanistans wurde er Anfang 2002 in Pakistan verhaftet und an die US-amerikanischen Streitkräfte übergeben, konnte aber im Juli 2005 zusammen mit drei anderen Häftlingen aus dem US-amerikanischen Militärgefängnis Bagram fliehen. Für Hinweise, die zu seiner erneuten Festnahme führen sollten, hatten amerikanische Behörden ein Kopfgeld von 1 Million US $ ausgeschrieben.
In den Jahren nach der erfolgreichen Flucht gelang Abu Yahya al-Libi der Aufstieg in die Führungsriege der Terrororganisation. Er galt innerhalb der al-Qaida als Gelehrter und vertrat die Organisation in zahlreichen Videobotschaften als ideologischer Sprecher; dabei hatte er in den Jahren vor seinem Tod deutlich mehr Auftritte als andere Führungsfiguren wie z. B. bin Laden oder al-Sawahiri.
Sein älterer Bruder Abu Idris al-Libi gehört zu den Führungsfiguren der Libyschen Islamischen Kampfgruppe und soll sich im Raum Bengasi aufhalten. Aufgrund des Bürgerkrieges in Libyen gab es Spekulationen, dass sich auch Abu Yahya von Afghanistan oder Pakistan aus nach Nordafrika zurück begeben haben könnte.
Nach pakistanischen Geheimdienstinformationen wurde al-Libi am 4. Juni 2012 in den frühen Morgenstunden bei einem Drohnenangriff auf ein Lager im Dorf Hassu Khel südlich von Mir Ali in Nord-Wasiristan gemeinsam mit 14 weiteren Personen getötet. Diese Angaben wurden von der US-amerikanischen Regierung bestätigt.